# Preludio op. 11 n. 1 (Skrjabin)
Il Preludio op. 11, n. 1 in do maggiore di Aleksandr Nikolaevič Skrjabin, fu composto nel novembre 1895 a Mosca. Qui l'uso virtuosistico del pedale da parte di Skrjabin assembla cluster fino a sette diverse note diatoniche in una squisita sonorità che Skrjabin stesso era solito descrivere come uno "spostamento psichico".
L'intera melodia di questo preludio è composta da 240 ottave, essendo l'accordo di apertura di questo brano Do–Re–Mi–Fa–Sol–La, con il Do maggiore tonico nel basso. Il valore del tempo per ogni ottava nota cambia ogni volta che il tempo si contrae, come si può notare nel secondo gruppo di note nella seconda battuta, che misura meno della metà del tempo del secondo gruppo nella quattordicesima battuta. Questo brano ha 26 battute e richiede circa un minuto per essere suonato con una segnatura di tempo Vivace.